# Metropolitano de Bruxelas
O Metropolitano de Bruxelas, Metrô de Bruxelas ou Metro de Bruxelas, é uma rede de metropolitano que opera em grande parte da Região da Capital Bruxelas, na Bélgica. Consiste de quatro linhas que perfazem um total de cerca de 50 km de comprimento com 69 estações.
A rede de metropolitano da Região da Capital Bruxelas evoluiu, em grande parte, a partir da adaptação de vários trechos da rede de pré-metrô (rede de linhas de bonde/elétrico subterrâneas), nas zonas mais centrais, e da rede ferroviária da SNCB, nas zonas mais periféricas.
A circulação das composições faz-se pela direita e a alimentação elétrica é assegurada por um terceiro trilho/carril lateral que transporta uma corrente contínua de 900 volt.

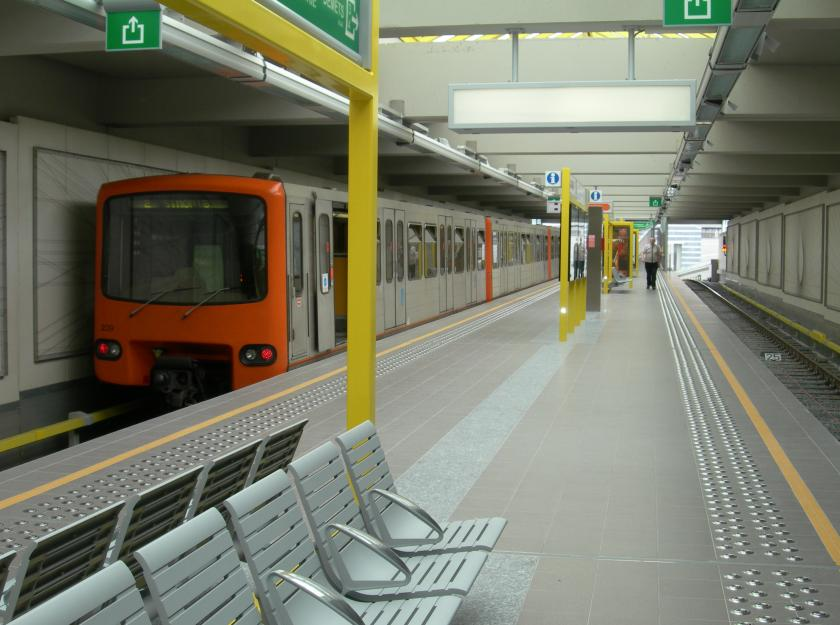
Composição do Metropolitano de Bruxelas.

## História

### Pré-metro

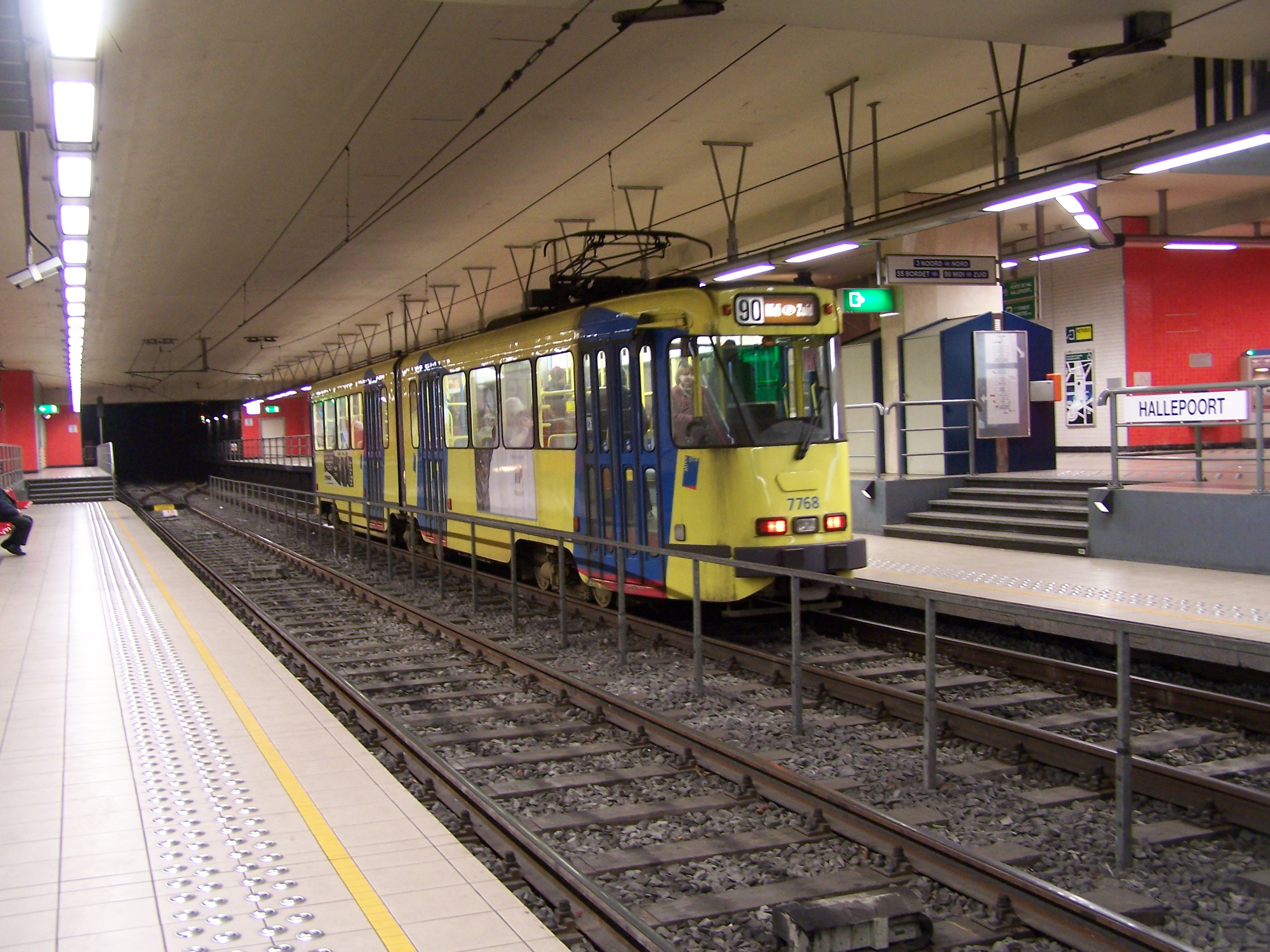
Linha de pré-metro

A 17 de dezembro de 1969 foi inaugurada a linha de pré-metrô entre as estações de De Brouckère e Schuman.
Em 1970, foi aberta uma segunda linha de pré-metrô, entre as estações de Madou e Porte de Namur/Naamsepoort. A estação de Rogier abriu em 1974.
Em 1972, foi inaugurada a estação de Diamant numa terceira linha de pré-metrô, prolongada até Boileau em 1975.

### Metrô
Em 20 de setembro de 1976 circulou o primeiro trem do Metropolitano nas linhas que até então tinham pertencido ao pré-metrô. Uma das vias ia de De Brouckère até Beaulieu, e a outra unia De Brouckère a Tomberg. No mesmo ano, abriu o eixo Norte-Sul entre a Gare du Nord e Lemonnier.
Em 1977 duas novas estações foram construídas: Sainte-Catherine/Sint-Katelijne que substituiu a estação de De Brouckère como última estação do Metropolitano da Região da Capital Bruxelas, e a estação de Demey que substituiu a de Beaulieu como última estação da ramificação do Sul.
O próximo passo foi construir três novas estações completando o troço de Sainte-Catherine/Sint-Katelijne até Beekkant. Em 1982 a Linha 1 foi separada em duas linhas 1A (Bockstael - Demey) e 1B (Saint-Guidon/Sint-Guido - Alma).
Três anos mais tarde, em 1985, a Linha 1A chegou até Heysel (perto do local onde se realizou a Expo 58) de um dos lados, do outro foi alargada até Herrmann-Debroux. Nesse mesmo ano, na Linha 1B foi aberta a estação de Veeweyde.
Em 1988 foi inaugurada a Linha 2 (anteriormente linha de pré-metrô) entre as estações de Simonis e de Gare du Midi.
As estações de Crainhem/Kraainem e Stockel/Stokkel, na Linha 1B também foram abertas esse ano. No outro extremo da linha abriu a estação de Bizet em 1992. Em 1993 a estação de Clemenceau foi inaugurada na Linha 2.
Em 1998 foi inaugurada na Linha 1A a estação de Roi Baudouin/King Boudewijn. Em 2003 abrem quatro novas estações na Linha 1B: La Roue/Het Rad, CERIA/COOVI, Eddy Merckx e Erasme/Erasmus.
Em 2009, a conclusão do prolongamento da Linha 2 até à estação Gare de l'Ouest/Weststation transformou-a numa verdadeira linha circular.
| - Animação da expansão da rede de pré-metrô e metropolitano |
|                                                             |

## Linhas (2009)
O plano de desenvolvimento do metropolitano da capital belga para o ano de 2009 foi aprovado em Julho de 2005 e levou, em 4 de abril de 2009, à reestruturação da rede com a criação de quatro linhas de metropolitano:
| Linha   | Cor     | Trajecto                                            | Inauguração | Número de estações |
| ------- | ------- | --------------------------------------------------- | ----------- | ------------------ |
| Linha 1 | Violeta | Gare de l'Ouest/Weststation - Stockel/Stokkel       | 2009        | 27                 |
| Linha 2 | Laranja | Simonis (Léopold II) - Simonis (Élisabeth)          | 1988        | 15                 |
| Linha 5 | Amarelo | Érasme/Erasmus - Herrmann-Debroux                   | 2009        | 30                 |
| Linha 6 | Azul    | Roi Baudouin/Koning Boudewijn - Simonis (Élisabeth) | 1976        | 30                 |

De acordo com a reestruturação de 2009, as linhas 3 e 4 são linhas de pré-metro, que utilizam o eixo norte-sul e intersetam as quatro linhas de metropolitano.

## Linhas (anterior configuração)
| Linha | Cor      | Trajecto                         | Inauguração | Número de estações |
| ----- | -------- | -------------------------------- | ----------- | ------------------ |
| 1A    | Amarelo  | Roi Baudouin - Herrmann-Debroux  | 1976        | 27                 |
| 1B    | Vermelho | Erasme/Erasmus - Stockel/Stokkel | 1976        | 30                 |
| 2     | Laranja  | Simonis - Delacroix              | 1988        | 15                 |

## Planos futuros (2009)
Uma rede ferroviária regional do tipo do RER parisiense está atualmente em construção.